# علم الغدد الصماء المتقارن
يهتم علم الغدد الصماء المقارن بالعديد من التعقيدات لأنظمة الغدد الصماء للفقاريات واللافقاريات على المستويات الجزيئية والجزيئية والخلوية والعضوية. إنها معرفة متعددة التخصصات في مجالات علم الأحياء والطب المعنية بالجوانب المورفولوجية والوظيفية.